# Sự sư pháp ngũ thập tụng
 Sự sư pháp ngũ thập tụng  (zh. shìshī fǎ wǔshí sòng 事師法五十頌, ja. jishi hō gojū ju, sa. gurupañcāśikā, bo. bla ma lnga bcu pa བླ་མ་ལྔ་བཅུ་པ་)
Một tác phẩm được xem là của Bồ Tát Mã Minh (zh. 馬鳴, sa. aśvaghoṣa), được Nhật Xứng (zh. 日稱) và một số người khác dịch sang Hán văn. Một luận văn hướng dẫn ngắn gọn tìm một bậc chân sư như thế nào, và khi đã có một mối liên hệ thầy trò rồi xử sự như thế nào mới đúng. Luận tụng này có mối liên hệ rõ ràng với hệ thống thực hành mật giáo Vô thượng du-già (zh. 無上瑜伽, sa. anuttarayoga-tantra).